# Galina Murašova
Galina Murašova, litovska atletinja, * 22. december 1955, Vilna, Sovjetska zveza.
Nastopila je v metu diska na poletnih olimpijskih igrah v letih 1980 in 1988, leta 1980 je dosegla sedmo mesto. Leta 1983 je v isti disciplini osvojila srebrno medaljo na svetovnem prvenstvu. 